# Ozomelis diversifolia
Ozomelis diversifolia là một loài thực vật có hoa trong họ Saxifragaceae. Loài này được (Greene) Rydb. miêu tả khoa học đầu tiên năm 1905.